# Kemijoki
Kemijoki (szw. Kemiälven) – najdłuższa rzeka Finlandii.
Źródła jej leżą w północno-wschodniej Finlandii, w pobliżu granicy rosyjskiej, na wzgórzu Sokoski. Przepływa przez Kemijärvi i Rovaniemi, uchodzi do Zatoki Botnickiej koło Kemi. W Rovaniemi łączy się z rzeką Ounasjoki.

## Energetyka
W dorzeczu Kemijoki (na Kemijoki, Raudanjoki, Kaihuanjoki, Juotasjoki, Askanjoki, Kitinen i Luiro) wybudowano w sumie 21 hydroelektrowni (pierwszą w 1946 koło Isohaara), które w sumie wyprodukowały w 2003 ok. 4,3 TWh energii, 34,5% całej fińskiej produkcji z elektrowni wodnych. Jednocześnie budowa pierwszej z nich spowodowała koniec połowów łososia na rzece, co pozbawiło wielu ludzi głównego źródła dochodu.
Elektrownie wodne na Kemijoki od Kemijärvi do Rovaniemi:
- Seitakorva
- Pirttikoski
- Vanttaouskoski
- Permantokoski
- Sierilä (projektowana)

Od Rovaniemi do ujścia:
- Valajaskoski
- Petäjäskoski
- Ossaouskoski
- Taivalkoski
- Isohaara